# Yoshitsugu Matsuoka
Yoshitsugu Matsuoka (松岡 禎丞?, Matsuoka Yoshitsugu; Obihiro, 17 settembre 1986) è un doppiatore giapponese affiliato alla I'm Enterprise.

## Doppiaggio

### Anime
- AKX20000 in Higashi no Eden
- Studente #3 in Mayoi Neko Overrun!
- Inuzuka, fan incallito C, membro della squadra di baseball e studente A in Ōkami-san to shichinin no nakamatachi
- Kaede Makabe in Ore no imōto ga konna ni kawaii wake ga nai
- Ragazzo A e studente maschile in Ano Hana
- Leader Cat e studente A in Yumekui Merry
- Kirito Sakurai in Hanasaku iroha
- Alpha in Jewelpet Tinkle
- Narumi Fujishima in Kami-sama no memo-chō[2]
- Hikaru Tatsumi in Mai no mahō to katei no hi
- Nakazawa in Puella Magi Madoka Magica
- Kazunari Uehara in Ro-Kyu-Bu!
- Fujimura in Sacred Seven
- François Auric in Shakugan no Shana Final
- Leon Max Muller in The Qwaser of Stigmata II
- Shōta Mitarai in The Idolmaster[3]
- Riku Seya in Hōrō musuko
- Taku Katsuchi in Black Rock Shooter
- San-Daime in Mōretsu uchū kaizoku
- Godō Kusanagi in Campione![4]
- Freed Sellzen in High School DxD
- Izumi Miyamura in Hori-san to Miyamura-kun[5]
- Array in Rinne no Lagrange[6]
- Kirito / Kazuto Kirigaya in Sword Art Online[3], Sword Art Online: Extra Edition, Sword Art Online II, Sword Art Online - The Movie: Ordinal Scale e Sword Art Online: Alicization
- Masaki Ichijou in Mahōka kōkō no rettōsei
- Makoto Miyamoto in Tari Tari[7]
- Kanda Sorata in Sakura-sō no pet na kanojo[3]
- Studente maschio nel secondo episodio di To Love-Ru Darkness
- Umesaki in Nazotokihime wa Meitantei[8]
- "Spettatore" in Oreshura (ep 13)
- Shun Sayama in Nagi no asukara
- "Membro del team di baseball" in Teekyu 2
- Kira Kazunari in Fantasista Doll
- Masaomi Ikezawa in Love Lab
- Kira Lebedev Voltisloa in Strike the Blood
- Shinji Kanemaru in Ace of Diamond
- Izuna in Gaist Crusher
- Hajime Aoyagi in Yowamushi Pedal e Yowamushi Pedal GRANDE ROAD
- Tōma Kikuchi in Ao haru ride
- Shou in Blade & Soul
- Aoba Watase in Buddy Complex
- Yūki Aito in Mangaka-san to Assistant-san to
- Sora in No Game No Life
- Magellan in Nobunaga the Fool
- Lubbock in Akame ga kiru!
- Kantoku in Denkigai no hon'ya-san
- Arata Kasuga in Trinity Seven
- Nozomi Kamiya in Ōkami shōjo to kuro ōji
- Petelgeuse Romaneè Conti in Re:Zero
- Sōma Yukihira in Shokugeki no Sōma
- Tōru Kokonoe in Absolute Duo
- Yū Mononobe in Jūō mujin no Fafnir
- Tomoya Aki in Saenai heroine no sodatekata
- Bell Cranel in DanMachi
- Shizuya Kirihara in L'epopea del cavaliere ripetente
- Chijiwa e Momochi in Twin Star Exorcists
- Kanata Age in Kūsen madōshi kōhosei no kyōkan
- Bimmy in Mikagura gakuen kumikyoku
- Tōru Yukimura in Aoharu x Kikanjū
- Natsuki Hashiba in Rainbow Days
- Hiiro in Seisen Cerberus
- Jin Kazama in Days
- Hayato Shinomiya in Kiss Him, Not Me!
- Belkia in Servamp
- Aki in Super Lovers
- Anp in Saiki Kusuo no psi-nan
- Orga Brakechild in Luck & Logic
- Otao in Please Tell Me! Galko-chan
- Masamune Izumi in Eromanga-sensei
- Kensuke Oshiba in Hitorijime my Hero
- Wagner in ClassicaLoid
- Flat Escardos in Fate/Apocrypha
- Lanciere in Goblin Slayer
- Futaro Uesugi in The Quintessential Quintuplets e The Quintessential Quintuplets Movie[9]
- Francesca Gautier/Mr. Franklin in Infinite Dendrogram
- Inosuke Hashibira in Demon Slayer
- One in Darwin's Game
- Toshio Zaizen in A Place Further Than the Universe
- Retto Enjo in Super HxEros
- Nicol Ascart in My Next Life as a Villainess: All Routes Lead to Doom![10]
- Mechamaru/Kokichi Muta in Jujutsu kaisen - Sorcery Fight, Jujutsu kaisen 0 - Il film
- Yukihira Soma in Food Wars! Battaglie culinarie
- Takashi Mitsuya in Tokyo Revengers
- Raian Kure in Kengan Ashura
- Loki in Record of Ragnarok
- Philip Dayton L'Eyre Montserrat in Overlord
- Little Johnny in To Be Hero X[11]
- Vash the Stampede in Trigun Stampede
- Re Demone Tasogare in Sleepy Princess in the Demon Castle[12]
- Kairu in The Reincarnation of the Strongest Exorcist in Another World
- Jingo Raichi in Blue Lock
- Cainz in Handyman Saitou in Another World[13]
- Tatsumi Tanabe in Tomo-chan Is a Girl!
- Äs Nödt in Bleach
- Kengo Yozakura e Goliath in Mission: Yozakura Family
- Yohsuke Kamogawa in Shaman King Flowers
- Takayumi Matsuo in Hokkaido Gals Are Super Adorable![14]
- Masayuki Honjo in That Time I Got Reincarnated as a Slime
- Flat Escardos in Fate/strange Fake
- Zanka in Gachiakuta[15]
- Atsushi Kumamoto in Solo Leveling

### OAV
- Tsukishima in Hybrid Child
- Aki Hidaka in Tsubasa to Hotaru
- Yūki Aito in Mangaka-san to Assistant-san to
- Philly the Kid in Cannon Busters (ONA)

### Videogiochi
- Tsukamoto Ryouta in Shiratsuyu no Kai
- Kirito / Kazuto Kirigaya in Sword Art Online: Infinity Moment, Sword Art Online: Hollow Fragment, Dengeki Bunko: Fighting Climax e Tales of Arise
- Doumyouji Gai in Glass Heart Princess e Glass Heart Princess: Platinum
- Seil in Phantasy Star Nova
- Chaos in Under Night In-Birth e Under Night In-Birth II [Sys:Celes]
- Seijirou in Muramasa Rebirth
- Hamil e Melqart in Tears to Tiara II: Heir of the Overlord
- Masaki Ichijō in Mahouka Koukou no Rettousei: Out of 
Order
- Takumi Aiba in Digimon Story: Cyber Sleuth
- R1-Orthos in Rodea the Sky Soldier
- Prof. Alucard in Nights of Azure
- Gakuto Inoue in Shin Megami Tensei: Liberation Dx2
- Therion in Octopath Traveler
- Blót in Etrian Odyssey Nexus
- Owlbert in Kick-Flight
- Xiao in Genshin Impact
- Souga in Ninja Must Die
- Law in Tales of Arise
- Ben in Chocobo GP
- Yomi Hellsmile in Master Detective Archives: Rain Code
- Pitagora in Dragon Quest Monsters: Il Principe oscuro
- Mechamaru/Kokichi Muta in Jujutsu Kaisen Cursed Clash

### Vomic
- Raku Ichijō in Nisekoi